# Zbyněk Havrda
Zbyněk Havrda (* 4. června 1939, Hradec Králové) je bývalý český silniční motocyklový závodník. Jeho syn Zbyněk Havrda, který předčasně tragicky zahynul, byl také motocyklový závodník.

## Závodní kariéra
Mistrovství republiky jezdil od roku 1966 do roku 1991 ve třídách do 50, 80 a 125 cm³. Jezdil na soukromém motocyklu Ahra, který byl dílem jeho otce Václava a Václava Rathouského, a později na motocyklech Maico, Morbidelli, Kreidler, Casal nebo MBA. Jeho nejlepším výsledkem je páté místo při Grand Prix Československa 1971 ve třídě do 50 cm³ s motocyklem Ahra.
První závod Grand Prix jel v roce 1967, poprvé dojel v roce 1969 patnáctý na motocyklu Ahra 50 cm³. V roce 1970 byl dvanáctý a v roce 1971 pátý. V roce 1975 byl desátý na motocyklu Maico 125 cm³. V roce 1978 byl desátý na motocyklu Kreidler 50 cm³. Naposledy dojel v Brně v roce 1982 devatenáctý na motocyklu MBA 125 cm³.

## Úspěchy
- 9x Mistr Československa
- 52 vítězství v závodech mistrovství Československa
  - 1966 do 175 cm³ – 5. místo
  - 1967 do 125 cm³ – 6. místo
  - 1967 do 175 cm³ – 3. místo
  - 1968 do 125 cm³ – 20. místo
  - 1968 do 250 cm³ – 6. místo
  - 1969 do 50 cm³ – 6. místo
  - 1969 do 125 cm³ – 5. místo
  - 1969 do 250 cm³ – 7. místo
  - 1970 do 50 cm³ – 2. místo
  - 1970 do 125 cm³ – 9. místo
  - 1970 do 250 cm³ – 14. místo
  - 1971 do 50 cm³ – 1. místo
  - 1971 do 125 cm³ – 2. místo
  - 1971 do 250 cm³ – 4. místo
  - 1972 do 50 cm³ – 2. místo
  - 1972 do 125 cm³ – 24. místo
  - 1972 do 250 cm³ – 5. místo
  - 1973 do 50 cm³ – 5. místo
  - 1973 do 125 cm³ – 8. místo
  - 1973 do 250 cm³ – 13. místo
  - 1974 do 50 cm³ – 7. místo
  - 1974 do 125 cm³ – 2. místo
  - 1974 do 250 cm³ – 9. místo
  - 1975 do 50 cm³ – 12. místo
  - 1975 do 125 cm³ – 2. místo
  - 1975 do 250 cm³ – 11. místo
  - 1976 do 50 cm³ – 2. místo
  - 1976 do 125 cm³ – 4. místo
  - 1976 do 250 cm³ – 14. místo
  - 1977 do 50 cm³ – 1. místo
  - 1977 do 125 cm³ – 2. místo
  - 1978 do 50 cm³ – 1. místo
  - 1978 do 125 cm³ – 1. místo
  - 1979 do 50 cm³ – 1. místo
  - 1979 do 125 cm³ – 1. místo
  - 1980 do 50 cm³ – 1. místo
  - 1980 do 125 cm³ – 1. místo
- Mistrovství světa silničních motocyklů
  - 1971 – 21. místo do 50 cm³ – Ahra
  - 1972 – 40. místo do 50 cm³ – Ahra
  - 1975 – 36. místo do 125 cm³ – Maico
  - 1978 – 26. místo do 50 cm³ – Kreidler
- Grand Prix ČSSR 1971 v Brně 5. místo do 50 cm³ – motocykl Ahra
- Grand Prix NDR 1971 okruh Sachsenring 9. místo do 50 cm³ – motocykl Ahra
- Grand Prix ČSSR 1978 9. místo do 50 cm³ – motocykl Kreidler
- 300 ZGH
  - 1966 3. místo do 175 cm³
  - 1967 3. místo do 175 cm³
  - 1969 1. místo do 50 cm³
  - 1970 1. místo do 50 cm³
  - 1972 2. místo do 50 cm³ a 2. místo do 125 cm³
  - 1974 2. místo do 125 cm³
  - 1976 2. místo do 50 cm³
  - 1977 1. místo do 50 cm³
  - 1979 2. místo do 50 cm³ a 3. místo do 125 cm³
  - 1980 2. místo do 50 cm³
  - 1981 3. místo do 50 cm³
  - 1984 3. místo do 80 cm³
  - 1990 3. místo do 80 cm³